# Enrico Federico di Hannover
Enrico Federico di Hannover, duca di Cumberland e Strathearn (Leicester House, 7 novembre 1745 – Leicester House, 18 settembre 1790), era il sesto figlio di Federico, principe di Galles, e della moglie Augusta, nata principessa di Sassonia-Gotha-Altenburg, nonché fratello minore di re Giorgio III del Regno Unito.

## Biografia

### Infanzia e gioventù
Il principe Enrico Federico nacque il 7 novembre 1745 a Leicester House, a Londra, come figlio del principe di Galles Federico, figlio di Giorgio II di Gran Bretagna e di Carolina di Brandeburgo-Ansbach, e della moglie Augusta. Venne battezzato in casa ventritré giorni dopo la nascita.
Il 22 ottobre 1766, poco prima del suo ventunesimo compleanno, Enrico Federico venne creato duca di Cumberland e Strathearn e conte di Dublino.

### Supposizioni
Il 4 marzo 1767, Enrico Federico presumibilmente sposò Olive Wilmot (in seguito mrs Payne), una donna comune, con cerimonia segreta; dall'unione probabilmente nacque una figlia, Olivia Wilmot (1772-1834), benché la paternità del duca non venne mai provata. Paesaggista e scrittrice, Olivia Wilmot in seguito sposò John Thomas Serres (1759-1825) ed in seguito, controversamente, prese ad utilizzare il titolo di principessa Olivia di Cumberland.

### Royal Navy
Nel 1768, all'età di ventidue anni, il principe Enrico Federico entrò come cadetto nella Royal Navy e venne spedito in Corsica sulla HMS Venus; in settembre fece ritorno a casa quando la nave venne richiamata in patria a causa dell'invasione francese della Repubblica Corsa. L'anno seguente venne promosso contrammiraglio e vice-ammiraglio nel 1770.

### Matrimonio
Il matrimonio del duca con la donna comune Anne Horton, o Houghton, (1743-1808), celebrato il 2 ottobre 1771, causò l'incrinamento dei rapporti con il re e fu il catalizzatore per l'approvazione del Royal Marriages Act 1772, che proibì ad ogni discendente di Giorgio II di sposarsi senza il permesso del monarca. Dal matrimonio non nacquero figli. Anne, benché di nobile famiglia – era la figlia del visconte (in seguito conte) di Carhampton, e vedova di Christopher Horton di Catton Hall – sembrava che fosse piuttosto generosa nel concedere i propri favori, secondo il commento di un burlone che disse che lei era «mrs Houghton del duca di Grafton, mrs Houghton del duca di Dorset, mrs Houghton di chiunque».
Il matrimonio tra Anne Horton ed il principe Enrico Federico, duca di Cumberland, venne descritto come una «conquista a Brighthelmstone» (ora Brighton) di mrs Horton, che, secondo Horace Walpole, «scherzò per molti mesi con la sua passione, finché, sic, lei decise di fissarlo in una prospettiva che lui non aveva mai considerato».
Bisogna però notare che la mrs Houghton alla quale si riferisce Walpole potrebbe essere stata Nancy ("Anne") Parsons, figlia di un sarto di Bond Street, nota prostituta dotata di bellezza ed arguzia. A quanto riferisce Walpole, Nancy era una figurante all'opera quando iniziò ad incrementare le sue entrate lavorando come prostituta d'alto bordo; la sua gioventù e la sua innegabile bellezza (attestata dai dipinti di Thomas Gainsborough e Joshua Reynolds) in seguito catturarono l'attenzione di un membro della dinastia Haughton di mercanti di schiavi nelle Indie Occidentali, che la sposò e la portò con sé in Giamaica. Alla morte del marito fece ritorno a Londra ritornando alla vecchia professione.
Ironicamente, il fascino di Nancy Parson sopravvisse a molti dei suoi aristocratici detrattori: oltre al grande ritratto ad opera di Reynolds, ora conservato al Metropolitan Museum of Art di New York, un ritratto del 1769 della Parson in costume turco di George Willison è esposto allo Yale Center for British Art di New Haven, in Connecticut. Non cadde mai l'interesse per lei nemmeno quando rifiutò l'amore platonico del duca; all'età di quarant'anni, Nancy Parsons si rivolse al giovane ed impressionabile ventiquattrenne John Frederick Sackville, 3º duca di Dorset. Nel 1776 Nancy ammaliò e sposò un altro giovane aristocratico, Charles Maynard, 2° visconte Maynard. In tarda età, si disse, Nancy iniziò invece a dedicarsi ad opere caritatevoli.

### Ultimi anni
Nel 1775 Enrico Federico costituì la Cumberland Fleet (Flotta di Cumberland), che in seguito sarebbe divenuta la Royal Thames Yacht Club (Yacht Club reale del Tamigi); fu promosso ad ammiraglio nel 1778, benché gli venne proibito di assumere qualunque comando. Il duca ebbe inoltre un ruolo attivo nello sviluppo della cittadina di Brighton (all'epoca chiamata Brighthelmstone) in una popolare località di villeggiatura; la visitò per la prima volta nel 1771 e nel 1783 il principe di Galles vi si recò in visita allo zio.

Lo stemma personale del principe Enrico Federico, duca di Cumberland e Strathearn.

Enrico Federico, duca di Cumberland e Strathearn, morì a Londra il 18 settembre 1790; la sua vedova gli sopravvisse per altri diciotto anni fino al 1808.

## Titoli nobiliari e stemma

### Titoli
- 7 novembre 1745 – 22 ottobre 1766: sua altezza reale principe Enrico[1]
- 22 ottobre 1766 – 18 dicembre 1790: sua altezza reale il duca di Cumberland e Strathearn

### Stemma
Enrico Federico utilizzò lo stemma del regno, differenziato mediante un lambello d'argento a cinque punte, delle quali quella centrale con una croce rossa di San Giorgio, mentre quelle esterne ognuna con un giglio azzurro.

## Ascendenza
|                                         |                                        |                                           | Genitori                                               |  |  | Nonni |  |  | Bisnonni                |  |  | Trisnonni                             |  |
|                                         |                                        |                                           |                                                        |  |  |       |  |  | Giorgio I d'Inghilterra |  |  | Ernesto Augusto di Brunswick-Lüneburg |  |
|                                         |                                        |                                           |                                                        |  |  |       |  |  | Giorgio I d'Inghilterra |  |  | Ernesto Augusto di Brunswick-Lüneburg |  |
|                                         |                                        | Sofia del Palatinato                      |                                                        |  |  |       |  |  | Giorgio I d'Inghilterra |  |  |                                       |  |
| Giorgio II d'Inghilterra                |                                        |                                           |                                                        |  |  |       |  |  | Giorgio I d'Inghilterra |  |  |                                       |  |
|                                         |                                        | Sofia Dorotea di Celle                    | Giorgio Guglielmo di Brunswick-Lüneburg                |  |  |       |  |  |                         |  |  |                                       |  |
|                                         |                                        | Sofia Dorotea di Celle                    | Giorgio Guglielmo di Brunswick-Lüneburg                |  |  |       |  |  |                         |  |  |                                       |  |
|                                         |                                        | Sofia Dorotea di Celle                    | Éléonore d'Esmier d'Olbreuse                           |  |  |       |  |  |                         |  |  |                                       |  |
| Federico di Hannover                    |                                        | Sofia Dorotea di Celle                    |                                                        |  |  |       |  |  |                         |  |  |                                       |  |
|                                         |                                        | Giovanni Federico di Brandeburgo-Ansbach  | Alberto II di Brandeburgo-Ansbach                      |  |  |       |  |  |                         |  |  |                                       |  |
|                                         |                                        | Giovanni Federico di Brandeburgo-Ansbach  | Alberto II di Brandeburgo-Ansbach                      |  |  |       |  |  |                         |  |  |                                       |  |
|                                         |                                        | Giovanni Federico di Brandeburgo-Ansbach  | Margherita Sofia di Oettingen-Oettingen                |  |  |       |  |  |                         |  |  |                                       |  |
| Carolina di Brandeburgo-Ansbach         |                                        | Giovanni Federico di Brandeburgo-Ansbach  |                                                        |  |  |       |  |  |                         |  |  |                                       |  |
|                                         |                                        | Giovanna Elisabetta di Baden-Durlach      | Federico VI di Baden-Durlach                           |  |  |       |  |  |                         |  |  |                                       |  |
|                                         |                                        | Giovanna Elisabetta di Baden-Durlach      | Federico VI di Baden-Durlach                           |  |  |       |  |  |                         |  |  |                                       |  |
|                                         |                                        | Giovanna Elisabetta di Baden-Durlach      | Cristina Maddalena del Palatinato-Zweibrücken-Kleeburg |  |  |       |  |  |                         |  |  |                                       |  |
| Enrico Federico di Hannover             |                                        | Giovanna Elisabetta di Baden-Durlach      |                                                        |  |  |       |  |  |                         |  |  |                                       |  |
|                                         | Federico I di Sassonia-Gotha-Altenburg | Ernesto I di Sassonia-Coburgo-Altenburg   |                                                        |  |  |       |  |  |                         |  |  |                                       |  |
|                                         | Federico I di Sassonia-Gotha-Altenburg | Ernesto I di Sassonia-Coburgo-Altenburg   |                                                        |  |  |       |  |  |                         |  |  |                                       |  |
|                                         | Federico I di Sassonia-Gotha-Altenburg | Elisabetta Sofia di Sassonia-Altenburg    |                                                        |  |  |       |  |  |                         |  |  |                                       |  |
| Federico II di Sassonia-Gotha-Altenburg | Federico I di Sassonia-Gotha-Altenburg |                                           |                                                        |  |  |       |  |  |                         |  |  |                                       |  |
|                                         |                                        | Maddalena Sibilla di Sassonia-Weissenfels | Augusto di Sassonia-Weissenfels                        |  |  |       |  |  |                         |  |  |                                       |  |
|                                         |                                        | Maddalena Sibilla di Sassonia-Weissenfels | Augusto di Sassonia-Weissenfels                        |  |  |       |  |  |                         |  |  |                                       |  |
|                                         |                                        | Maddalena Sibilla di Sassonia-Weissenfels | Anna Maria di Meclemburgo-Schwerin                     |  |  |       |  |  |                         |  |  |                                       |  |
| Augusta di Sassonia-Gotha-Altenburg     |                                        | Maddalena Sibilla di Sassonia-Weissenfels |                                                        |  |  |       |  |  |                         |  |  |                                       |  |
|                                         |                                        | Carlo Guglielmo di Anhalt-Zerbst          | Giovanni di Anhalt-Zerbst                              |  |  |       |  |  |                         |  |  |                                       |  |
|                                         |                                        | Carlo Guglielmo di Anhalt-Zerbst          | Giovanni di Anhalt-Zerbst                              |  |  |       |  |  |                         |  |  |                                       |  |
|                                         |                                        | Carlo Guglielmo di Anhalt-Zerbst          | Sofia Augusta di Holstein-Gottorp                      |  |  |       |  |  |                         |  |  |                                       |  |
| Maddalena Augusta di Anhalt-Zerbst      |                                        | Carlo Guglielmo di Anhalt-Zerbst          |                                                        |  |  |       |  |  |                         |  |  |                                       |  |
|                                         |                                        | Sofia di Sassonia-Weissenfels             | Augusto di Sassonia-Weissenfels                        |  |  |       |  |  |                         |  |  |                                       |  |
|                                         |                                        | Sofia di Sassonia-Weissenfels             | Augusto di Sassonia-Weissenfels                        |  |  |       |  |  |                         |  |  |                                       |  |
|                                         |                                        | Sofia di Sassonia-Weissenfels             | Anna Maria di Meclemburgo-Schwerin                     |  |  |       |  |  |                         |  |  |                                       |  |
|                                         |                                        | Sofia di Sassonia-Weissenfels             |                                                        |  |  |       |  |  |                         |  |  |                                       |  |